# Valroufié
Valroufié (okzitanisch: Valrofiér) ist eine Ortschaft und eine Commune déléguée in der französischen Gemeinde Bellefont-La Rauze mit 442 Einwohnern (Stand 1. Januar 2022) im Département Lot in der Region Okzitanien.
Die Gemeinde Valroufié wurde am 1. Januar 2017 mit Cours und Laroque-des-Arcs zur Commune nouvelle Bellefont-La Rauze zusammengeschlossen. Sie gehörte zum Arrondissement Cahors und zum Kanton Cahors-2.

## Geografie
Valroufié liegt etwa neun Kilometer nordnordöstlich des Stadtzentrums von Cahors am südwestlichen Rand des Zentralmassivs und den Cevennen. Umgeben wurde die Gemeinde Valroufié von den Nachbargemeinden Francoulès im Norden, Cours im Osten, Vers im Südosten, Lamagdelaine und Laroque-des-Arcs im Süden sowie Saint-Pierre-Lafeuille im Westen. Durch das Gebiet der Commune déléguée führt die Autoroute A20. 

## Bevölkerungsentwicklung
| Jahr                       | 1962 | 1968 | 1975 | 1982 | 1990 | 1999 | 2006 | 2013 |
| -------------------------- | ---- | ---- | ---- | ---- | ---- | ---- | ---- | ---- |
| Einwohner                  | 143  | 137  | 168  | 310  | 365  | 351  | 406  | 433  |
| Quellen: Cassini und INSEE |      |      |      |      |      |      |      |      |

## Sehenswürdigkeiten
- Kirche Saint-Pierre-ès-Liens

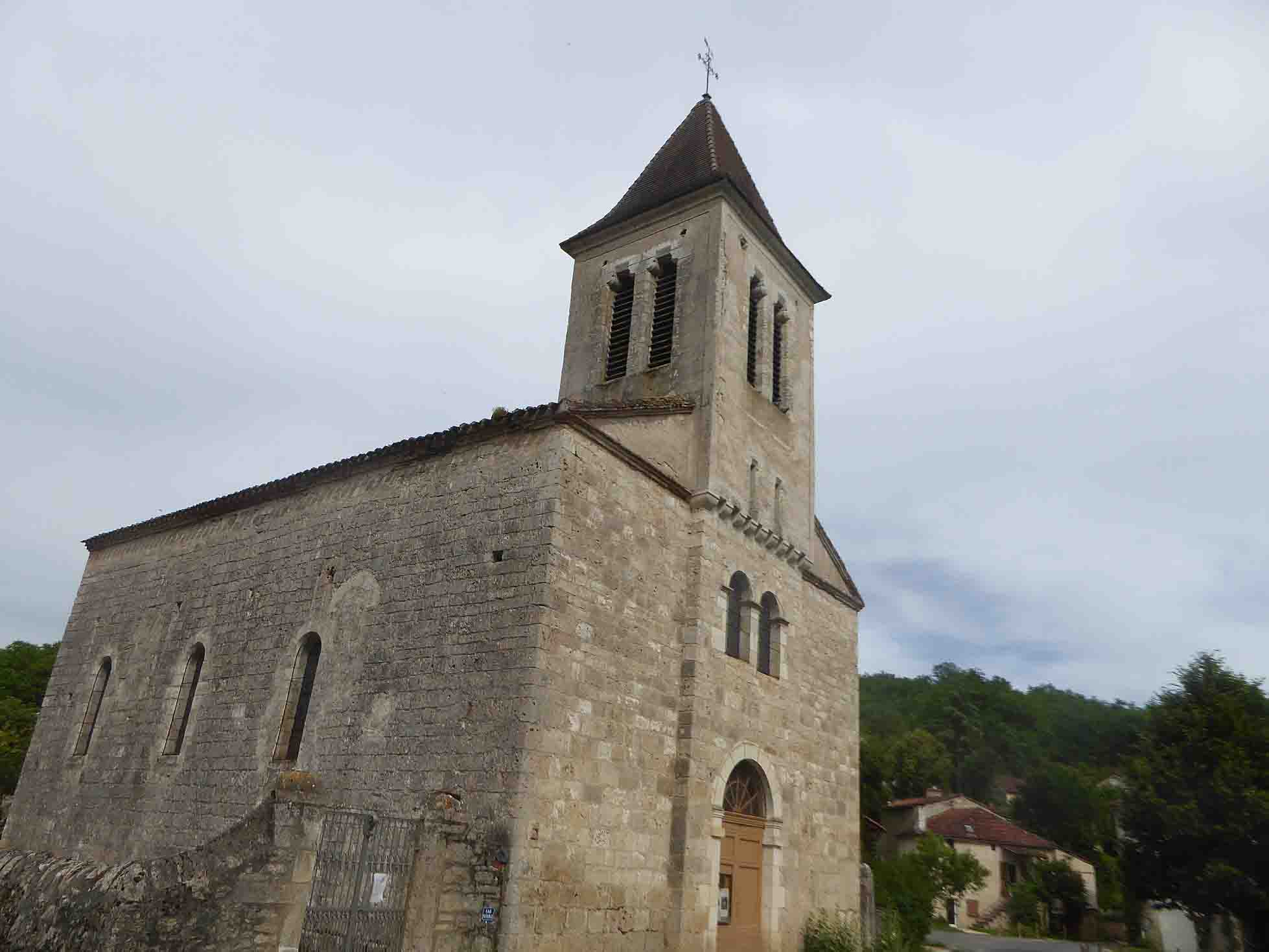
Kirche Saint-Pierre.ès-Liens